# 巡航速度

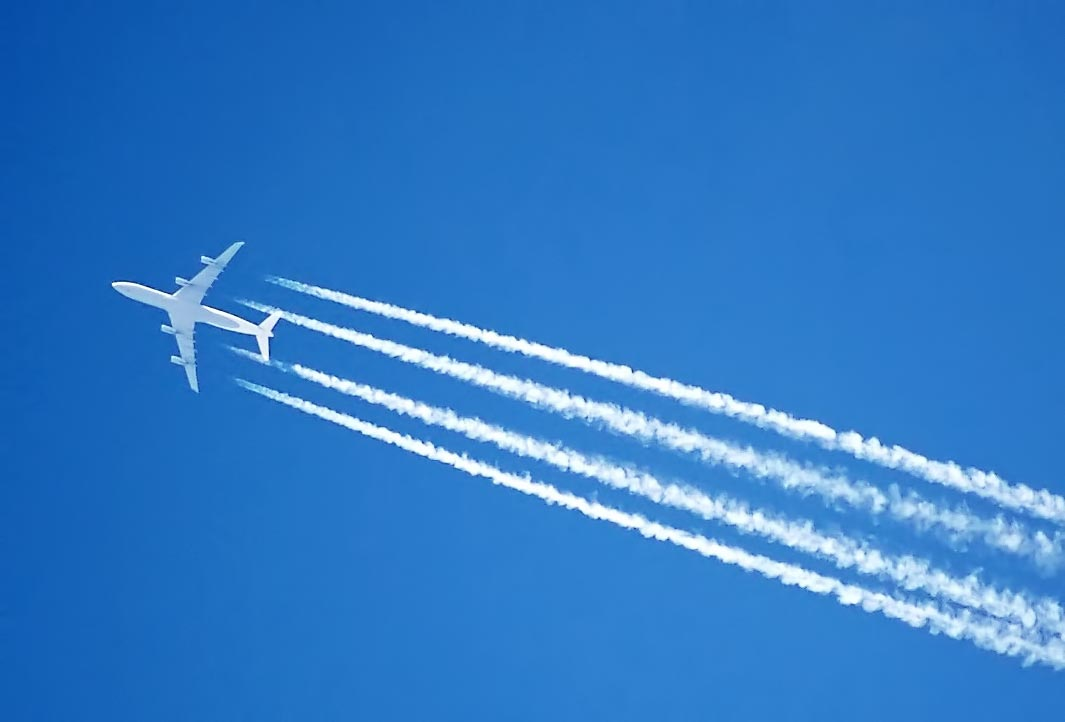
一架四引擎A340客机在巡航中。

飛行器飛行過程中，單位距離上消耗燃料最少的速度稱为巡航速度（cruising speed），處在巡航速度時，一般稱為飛機進入巡航狀態。
处于巡航状态的飞机，单位距离上消耗的燃料最少，所以飞机的最大航程，战斗机的转场航程都是按照飞机的巡航速度计算出来的。巡航是一种飞机飞行之中燃料经济性最高的一段，它出现在爬升和下降之间，通常占据了大部分的飞行时间。它会在飞机接近目的地，进入下降位置准备降落的时候结束。
对于大部分商业航线来说，巡航过程消耗了大部分燃料。在巡航过程之中，随着飞机不断的变轻，更高的高度会有更好的燃料经济性，但那是在实际操作之中，由于空中交通管制方面的因素，飞机一般都在一个特定的高度巡航。但是一些长途航线上，飞行员会向空管请求爬升到一个更高的高度。
在客机的设计中，非常重视巡航时的最佳性能。通常飞机巡航的最佳状态是不确定的，它取决於飞机的载荷、重心位置、燃油余量、气温及湿度等因素。

## 相關
- V速率